# Dê Nicastro
Dê Nicastro là giống dê bản địa của vùng Calabria, miền nam nước ý. Nó bắt nguồn từ tỉnh Catanzaro, và lấy tên từ thị trấn cũ Nicastro, từ năm 1968 đã là một phần của Lamezia Terme. Dê Nicastro được nuôi dưỡng chủ yếu ở khu vực xuất xứ, nhưng cũng ở các tỉnh lân cận Cosenza và Reggio Calabria. Bằng chứng hình ảnh cho thấy rằng nó có thể được kết nối chặt chẽ với giống dê "Araba" cũ của khu vực.
Dê Nicastro là một trong bốn mươi ba giống dê Ý có phân bố hạn chế nằm trong một cuốn sách được lưu giữ bởi Associazione Nazionale della Pastorizia, hiệp hội chăn nuôi cừu và dê quốc gia Ý. Giống này đã được chính thức công nhận vào tháng 6 năm 2004. Vào ngày 1 tháng 1 năm 2002, tổng số cá thể giống được ước tính là 8000, vào cuối năm 2013, số lượng dê đăng ký được báo cáo là 4975 và là 4454.

## Sử dụng
Năng suất sữa trung bình của Dê Nicastro là 180 lít trong 150 ngày đối với dê cái sinh lần đầu, 220 lít trong 210 ngày đối với dê sinh con thứ hai, và 260 lít trong 210 ngày đối với dê sinh lần 3 trở đi. Sữa Dê Nicastro có trung bình 4,3% chất béo, 3,5% protein và 4,7% lactose. Nó được sử dụng để làm pho mát caprino như Giuncata di capra calabra, và pho mát hỗn hợp như Cacioricotta và Canestrato, ở Calabria có trạng thái PAT, và Pecorino Crotonese, có trạng thái DOP.